# Stemma della Moldavia
Lo stemma della Moldavia è costituito da un'aquila stilizzata che stringe una croce nel becco ed uno scettro ed un rametto di olivo tra gli artigli.

## Blasonatura
Il petto dell'aquila è protetto da uno scudo che porta le insegne tradizionali della Moldavia: una testa di uro con il sole tra le corna. Contiene anche due rombi (le orecchie), un fiore a cinque petali e una luna in fase crescente. Sullo scudo ogni elemento ha uno dei tre colori tradizionali: rosso, giallo e blu.
Lo stemma appare al centro della bandiera della Moldavia.

## Stemma dell'Esercito della Moldavia
Adottato: 1990

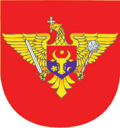

Elementi: scudo rosso; aquila con croce; lo scudo sul petto dell'aquila: partizione mediante fascia rosso-azzurra, che porta un uro dorato. una stella dorata a otto punte, a rosa ed una luna (crescente); tra gli artigli dell'aquila: una spada (destra) e una mazza (sinistra); nel becco dell'aquila: una croce ortodossa
Uso: ignoto

## Emblema dell'Esercito della Moldavia
Adottato: 1990

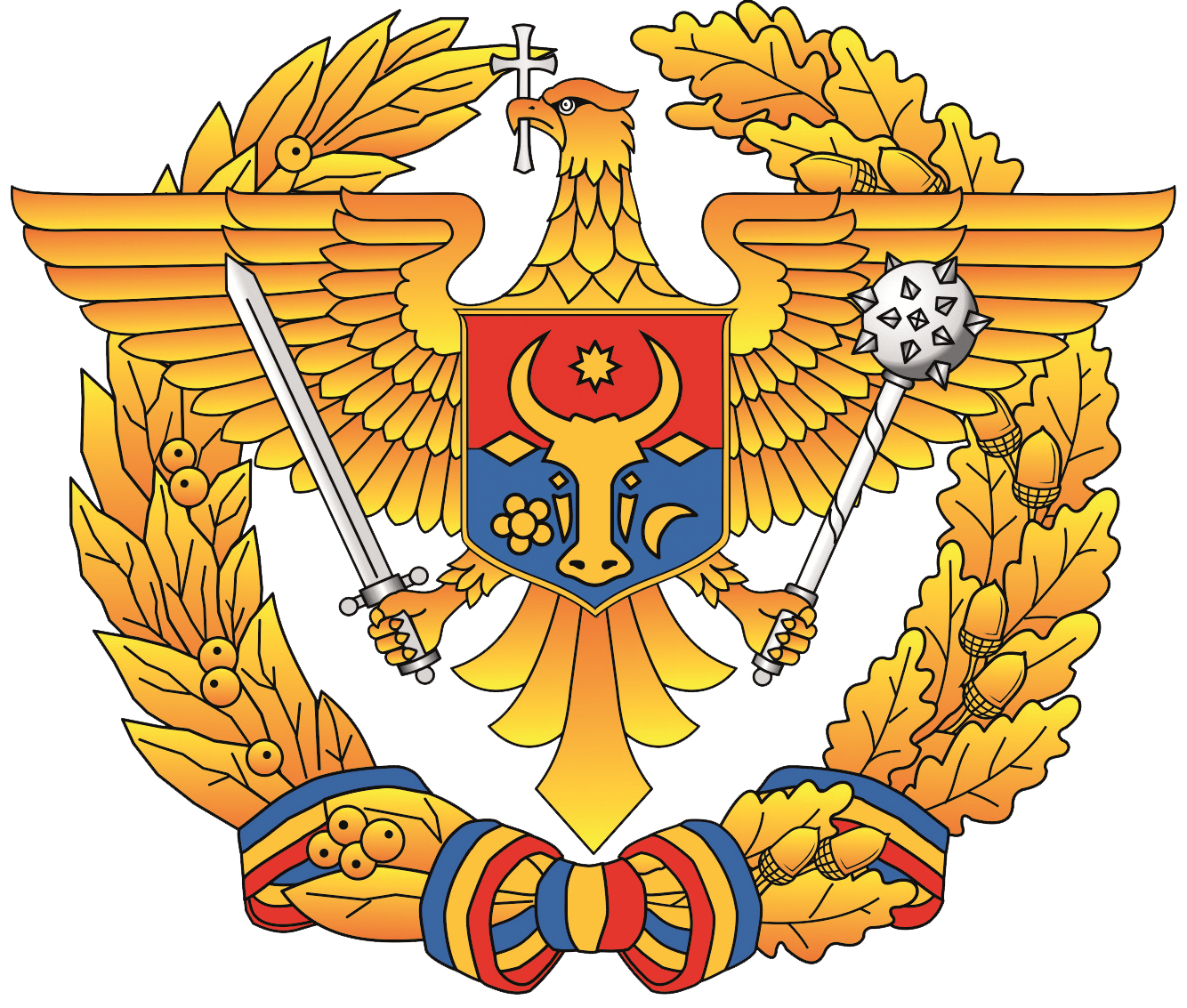

Elementi: un ramo d'olivo (destra) ed un ramo di quercia (sinistra); uniti da un nastro tricolore; aquila con croce; lo scudo sul petto dell'aquila: partizione mediante fascia rosso-azzurra, che porta un uro dorato, una stella dorata a otto punte, a rosa ed una luna (crescente); tra gli artigli dell'aquila: una spada (destra) e una mazza (sinistra); nel becco dell'aquila: una croce ortodossa
Uso: sulla parte anteriore della bandiera dell'Esercito nazionale

## Altri stemmi della Moldavia

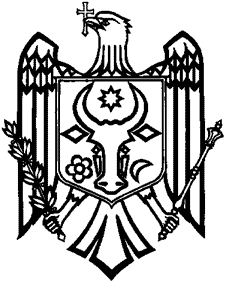
Versione in bianco e nero dello stemma
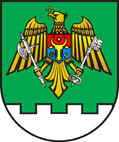
Il simbolo ufficiale del Servizio della Guardia di frontiera
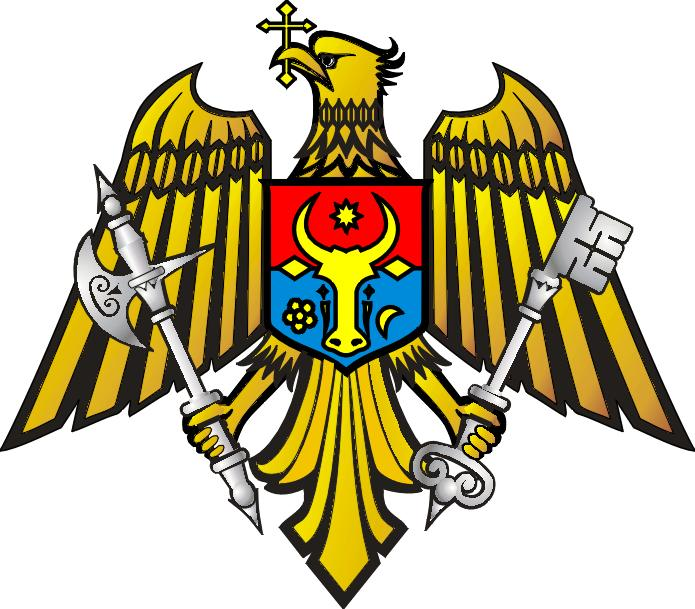
Lo stemma del Servizio della Guardia di frontiera
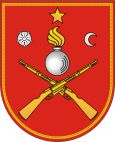
Lo stemma delle Truppe dei Carabinieri

Sigillo di Petrù II di Moldavia. 1387
Stemma del sovrano moldavo Ștefan III cel Mare
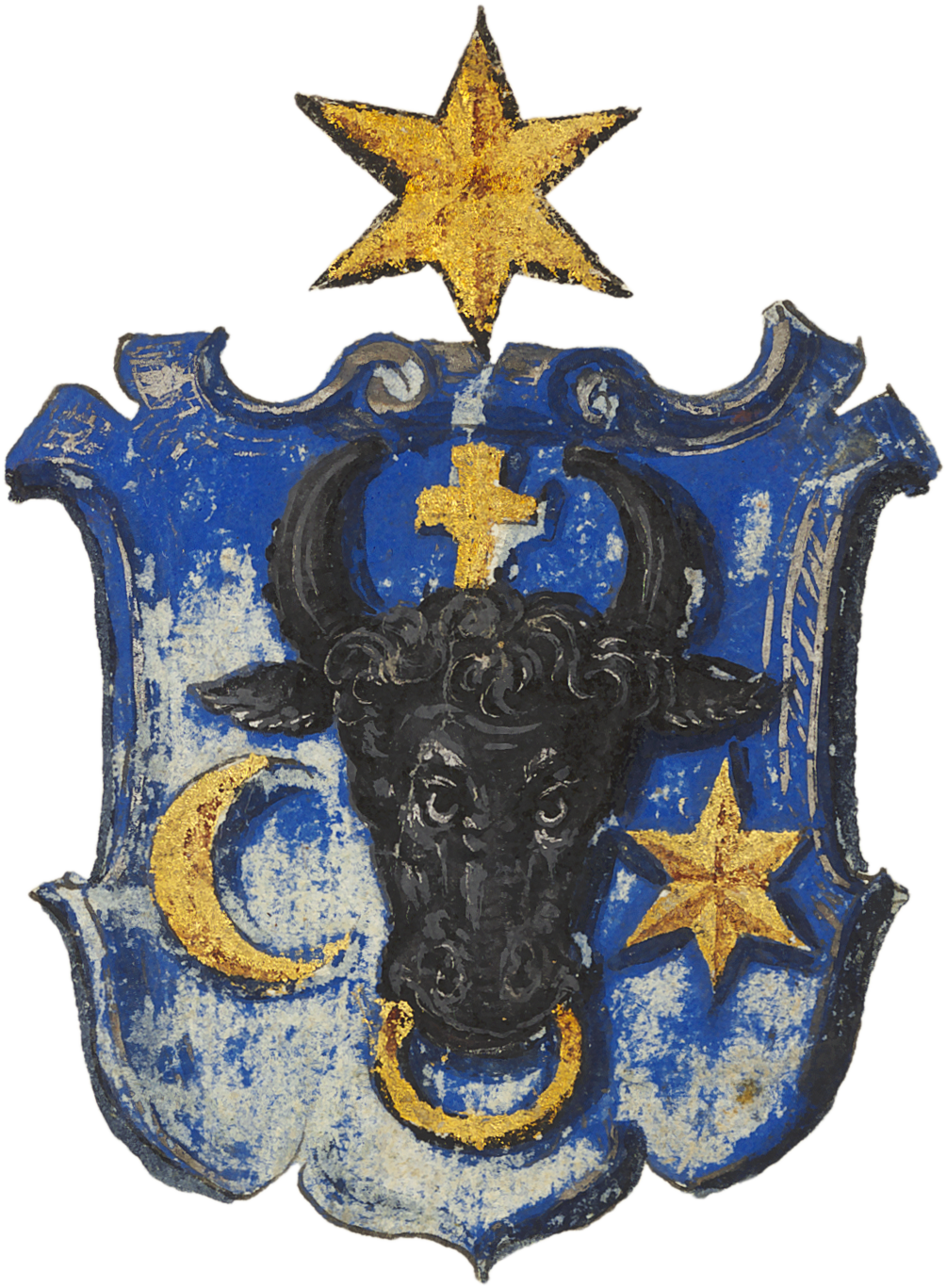
Stemma di Ioan Iacob Heraclid. 1561
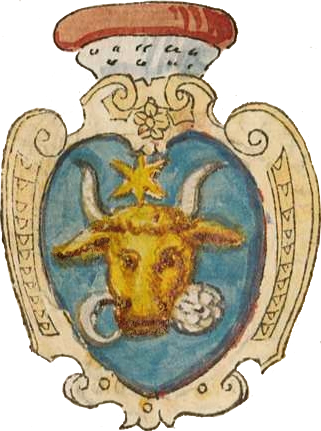
Stemma dello stemma tedesco. Intorno al 1586
Stemma del principato di Moldavia. 1643
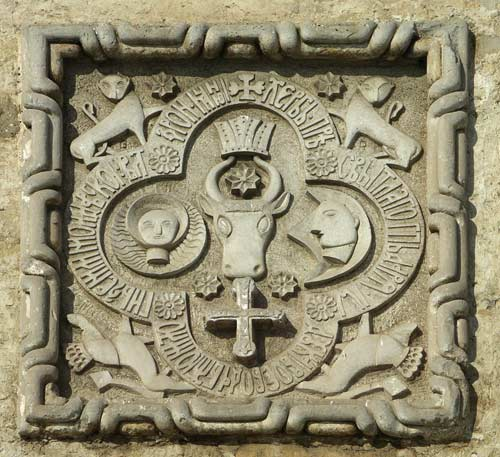
Stemma del principato di Moldavia, presso il Monastero di Cetăţuia a Iași
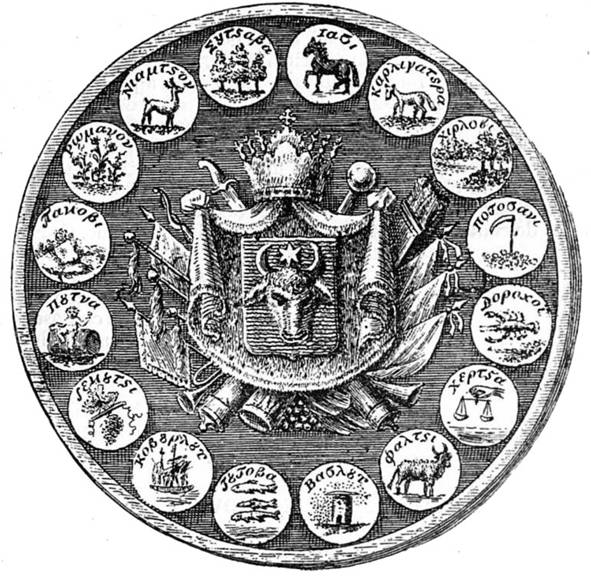
Stemma. 1806–1807
Stemma del principato di Moldavia. 1849
Stemma della Governatorato della Bessarabia
Stemma della Repubblica Democratica di Moldavia. 1917–1918